# أصدقاء إسرائيل المحافظين
أصدقاء إسرائيل المحافظين (بالإنجليزية: Conservative Friends of Israel) هي مجموعة برلمانية مرتبطة بحزب المحافظين، تهدف إلى تعزيز الروابط السياسية والثقافية والاقتصادية بين المملكة المتحدة وإسرائيل، بالإضافة إلى تعزيز التواصل بين حزب المحافظين البريطاني وحزب الليكود الإسرائيلي.
أسسها مايكل فيدلر في 1974، وكان عضو البرلمان عن بري ورادكيلف. ورئيسها الحالي ستيفن كراب.
وصفها السياسي المحافظ روبرت رودس چيمس في 1995 بأنها «أكبر منظمة في أوروبا الغربية مكرسة لقضية شعب إسرائيل». بحلول 2009، وفقًا لفيلم وثائقي للقناة الرابعة البريطانية بعنوان داخل لوبي بريطانيا الإسرائيلي كان 80% من النواب المحافظين أعضاء في جمعية أصدقاء إسرائيل المحافظين. وصفها بيتر أوبرن، كبير المعلقين السياسيين في ديلي تلجراف بأنها «مجموعة اللوبي المؤيد لإسرائيل الأكثر قوة في بريطانيا».

## التبرعات
جاء في برنامج وثائقي للقناة الرابعة البريطانية أن أعضاء المجموعة وشركاتهم تبرعوا لحزب المحافظين بمبلغ 10 ملايين جنيه إسترليني بين 2001 و2009. قالت المجموعة أن هذا الرقم معيب للغاية مضيفة أن المجموعة تبرعت فقط بمبلغ 30,000 جنيه إسترليني بين 2004 و2009 لكن أعضاء المجموعة قدموا دون شك تبرعاتهم الخاصة للحزب. وصف البرنامج الوثائقي مجموعة أصدقاء إسرائيل المحافظين بأنها «دون شك أكبر مجموعات اللوبي اتصالًا وعلى الأرجح الأعلى تمويلًا في وستمنستر».